# فانهوتية دغلية
فانهوتية دغلية (الاسم العلمي:Vanhouttea fruticulosa) هي نوع من النباتات تتبع جنس الفانهوتية من الفصيلة الغزنرية.